# Acanthascinae
Acanthascinae is een onderfamilie van sponsdieren uit de klasse van de Hexactinellida. 

## Geslachten
- Acanthascus Schulze, 1886
- Rhabdocalyptus Schulze, 1886
- Staurocalyptus Ijima, 1897